# Calliope (Australia)
Calliope – miasto w Australii, w stanie Queensland.